# Кунико
Ку̀нико (на италиански: Cunico; на пиемонтски: Cuni, Кунико) е село и община в Северна Италия, провинция Асти, регион Пиемонт. Разположено е на 257 m надморска височина. Населението на общината е 545 души (към 2010 г.).